# Echoes: The Retrospective
Echoes: The Retrospective – kompilacyjny album brytyjskiej grupy Camel wydany w 1993 roku. 

## Lista utworów

### CD 1
Dysk numer 1 zawiera utwory:
1. Never Let Go - 6:18
2. Freefall - 5:51
3. Lady Fantasy 12:43
4. Rhayader - 3:23
5. Rhayader Goes To Town - 5:00
6. Song Within A Song - 7:15
7. Air Born - 5:02
8. Lunar Sea - 9:11
9. Unevensong - 5:35
10. Tell Me - 4:06
11. Elke - 4:30
12. Skylines - 4:27

### CD 2
Dysk numer 2 zawiera utwory:
1. Breathless - 4:21
2. Echoes - 7:18
3. The Sleeper - 7:04
4. Your Love Is Stranger Than Mine - 3:23
5. Hymn To Her - 5:38
6. Ice - 10:11
7. Drafted - 4:18
8. Lies - 5:00
9. Sasquatch - 4:44
10. You Are The One - 5:22
11. Refugee - 3:47
12. West Berlin - 5:09
13. Mother Road - 4:19
14. Whispers In The Rain - 2:56